# Renato Grasselli
Renato Grasselli (Roma, 25 gennaio 1894 – Roma, 23 febbraio 1976) è stato un calciatore italiano, di ruolo attaccante.

## Carriera
A partire dal 1912, Grasselli disputa alcune partite nella prima squadra della Lazio sebbene giochi soprattutto nella formazione riserve. L'anno successivo si trasferisce a Parigi e milita nell'RC France, per poi tornare nel 1914 a Roma a vestire la maglia biancoceleste, diventando uno dei titolare della squadra.
Il 12 novembre 1914 parte per la guerra come soldato semplice dell’81º Fanteria Brigata Torino, che pagò un tributo di sangue altissimo. Risulta inviato in convalescenza per quattro mesi.
Nel 1928 si sposa con Enrichetta Flosatti e risulta residente a Parigi. Muore a Roma il 23 febbraio 1976.